# 李泯厚
李 泯厚（イ・ミンフ、英: Lee Min-Hu, 1979年9月14日 - ）は韓国出身のサッカー審判員である。

## 概要
Kリーグでサッカー審判員のキャリアを開始した後、2005年にFIFAのライセンスを取得し国際審判員として活動している。母語である朝鮮語の他に、第二言語として英語を使用できる。副業は英語教師。
2007年に韓国で開催された2007 FIFA U-17ワールドカップやAFCアジアカップ2011で審判団に選ばれ第4審判を務めている他、AFCチャンピオンズリーグやFIFAワールドカップアジア予選において主審を務めている。また、2011年には審判交流の一環として、中国サッカー・スーパーリーグで主審を務めている。

## 担当した主な国際大会

### FIFAワールドカップ・アジア予選
- 2014 FIFAワールドカップ・アジア予選
  - 1次予選： 東ティモール vs  ネパール
  - 2次予選： タイ vs  パレスチナ
  - 4次予選：グループB  イラク vs  オーストラリア[4]

### その他の試合
- キリンチャレンジカップ： 日本 vs  ベネズエラ (2012年8月16日)[5]